# Capenhurst
Capenhurst – wieś w Anglii, w hrabstwie ceremonialnym Cheshire, w dystrykcie (unitary authority) Cheshire West and Chester. Leży 9 km na północny zachód od miasta Chester i 273 km na północny zachód od Londynu. W 2001 miejscowość liczyła 237 mieszkańców.